# Thassy család (miskei és monostori)
A miskei és monostori Thassy család egy Heves és Zala megyei nemesi család.

## Család története

### Hevesi ág
A család alapítói Thassy György agilis (az a nemtelen személy, akinek az édesanyja vagy a felesége nemes), aki 1618. március 18-án kapott címeres levelet II. Mátyás magyar királytól, felesége monostori Dékány Borbálával, és fiával Thassy Mihállyal, valamint testvéréivel Thassy Benedekkel, és Thassy Mihállyal meg neje Malna Máriával együtt. Ekkor kaptak adományt a Vas megyei miskei birtokba, és onnantól Mihály fia Thassy György (†1670), Koncz Erzsébet férje volt, aki tovább vitte a családot. Az ő gyermeke Thassy István 1698. március 14-én új adományt kapott, és a második feleségétől Fejes Borbálától származtak a gyermekei: Thassy László, aki Heves vármegyébe került és neje Gusztinyi Anna volt. Ők lettek a család heves megyei vonal alapítói. Unokája, Antal és hihalmi Harmos Anna fia, Thassy Mihály (1757–1810) egerszalóki plébános volt. Ugyanakkor, ennek a Mihálynak az unokaöccse, György édestestvérének és Oláh Erzsébetnek a fia Thassy Miklós (1792–1849) miskolci plébános, egri kanonok volt. A Thassy család hevesi ága a 19. század végén halt ki.

### Dunántúli ágak

#### Somogyi ág

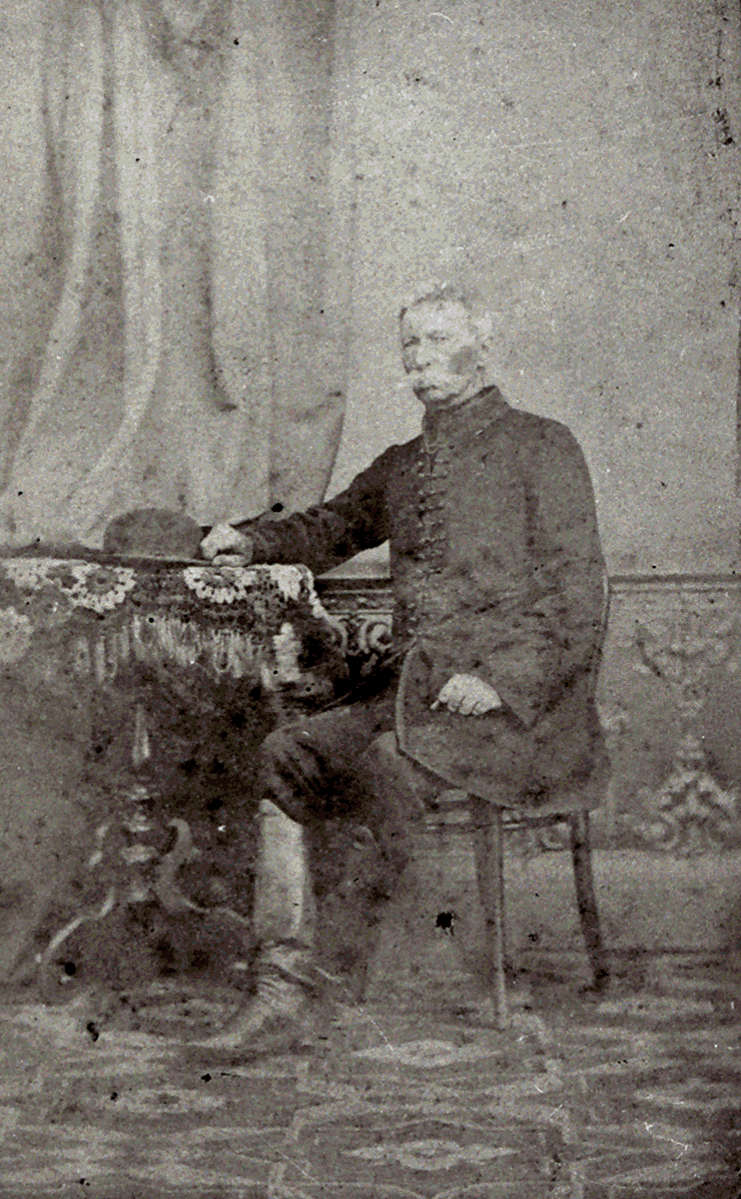
Miskei és monostori Thassy Mihály (1804–1898) földbirtokos

A család dunántúli ága alapítója, Thassy Istvánnak és Fejes Borbálának egy másik fia lett, Thassy Ferenc (1692–?), aki 1747 és 1758 között zalai majd vasi és somogyi főügyész volt. Felesége, a tekintélyes dunántúli vizeki Tallián család sarja, vizeki Tallián Borbála (1702–1781), vizeki Tallián Ádám, zalai alispán és örményesi Fiáth Borbála lánya volt. E házasság révén, Thassy Ferenc főügyész, örökölt birtokrészeket Zalalövőn, és más zalai helyiségeken, hiszen nejének az apai nagyanyja, vizeki Tallián Gergelyné osztopáni Perneszy Julianna volt, a nagy múltra visszatekintő osztopáni Perneszy család sarja, osztopáni Perneszy István, a zalalövői vár főkapitányának a lánya. Tallián Borbála két fiúgyermekkel áldotta meg Thassy Ferencet, aki elérte a felnőttkort: az egyik a szombathelyi születésű Thassy László (1728–1766), aki Zalalövőn halt meg, és felesége, dávodi Bakó Róza volt, dávodi Bakó Ádám és Hollósy Róza lánya. Mária Terézia korában Thassy László zalai úrbéri földbirtokos volt Hásshágyon, Alsó- és Felsőbagodon, Zalalövőn és Salomváron és összesen 78 úrbéri holdja volt. Thassy Ferenc és Tallián Borbála másik gyermeke, Thassy János, akinek rajki Rajky Terézia nejétől született több gyermeke.
Thassy László és Bakó Róza fia, Thassy Mihály (1767–1804) vitte tovább a családot. Thassy Mihály 1795. március 19-én Kemeneshőgyészen feleségül vette a csengeri Háczky család sarját, csengeri Háczky Annát (1776–1871), akinek a szülei csengeri Háczky József (1741–1818) Vas vármegyei táblabíró, kemeneshőgyészi és magyargencsi földbirtokos, és salfai Szita Zsuzsanna (c.1741–1779) voltak. Mivel Háczky József táblabírónak a felesége, Szita Zsuzsanna, korán hunyt el, vejének, Thassy Mihálynak az édesnővérét, miskei és monostori Thassy Rozália Borbálát (1757–1812), 1781. július 1-jén Nemesviden vette el.
Thassy Mihály és Háczky Anna fia, Thassy Károly (1796–1864), Somogy vármegye főszolgabírája volt. Feleségül vette somogyvári Somogyi Annát (1809–1832), akitől született fia Thassy Gyula (1829–1889) postamester, földbirtokos. Ez a Thassy Gyula feleségül vette báró szentmiklósi és óvári Pongrácz Klárát (1837–1917), báró Pográcz Gusztáv (1812–1857) és Krész Borbála (1818–1880) lányát. Gyula unokája, Thassy Elemér és Kammerer Anna fiát miskei és monostori Thassy Jenőt (1886–1919), huszárfőhadnagyot, megölték a szerbek Drávatamásin. A tragikusan elhunyt Thassy Jenőnek a házastársa, báró pallini Inkey Ladiszlája (1889–1968) volt, báró pallinni Inkey Lászlónak (1861–1952) és első nejének, gróf zicsi és vázsonykői Zichy Irénnek (1859–1891) a lánya. Thassy Jenő és báró Inkey Ladiszlája gyermeke, ifjabb Thassy Jenő (1920–2008), író, újságíró volt.

#### Zalai ág

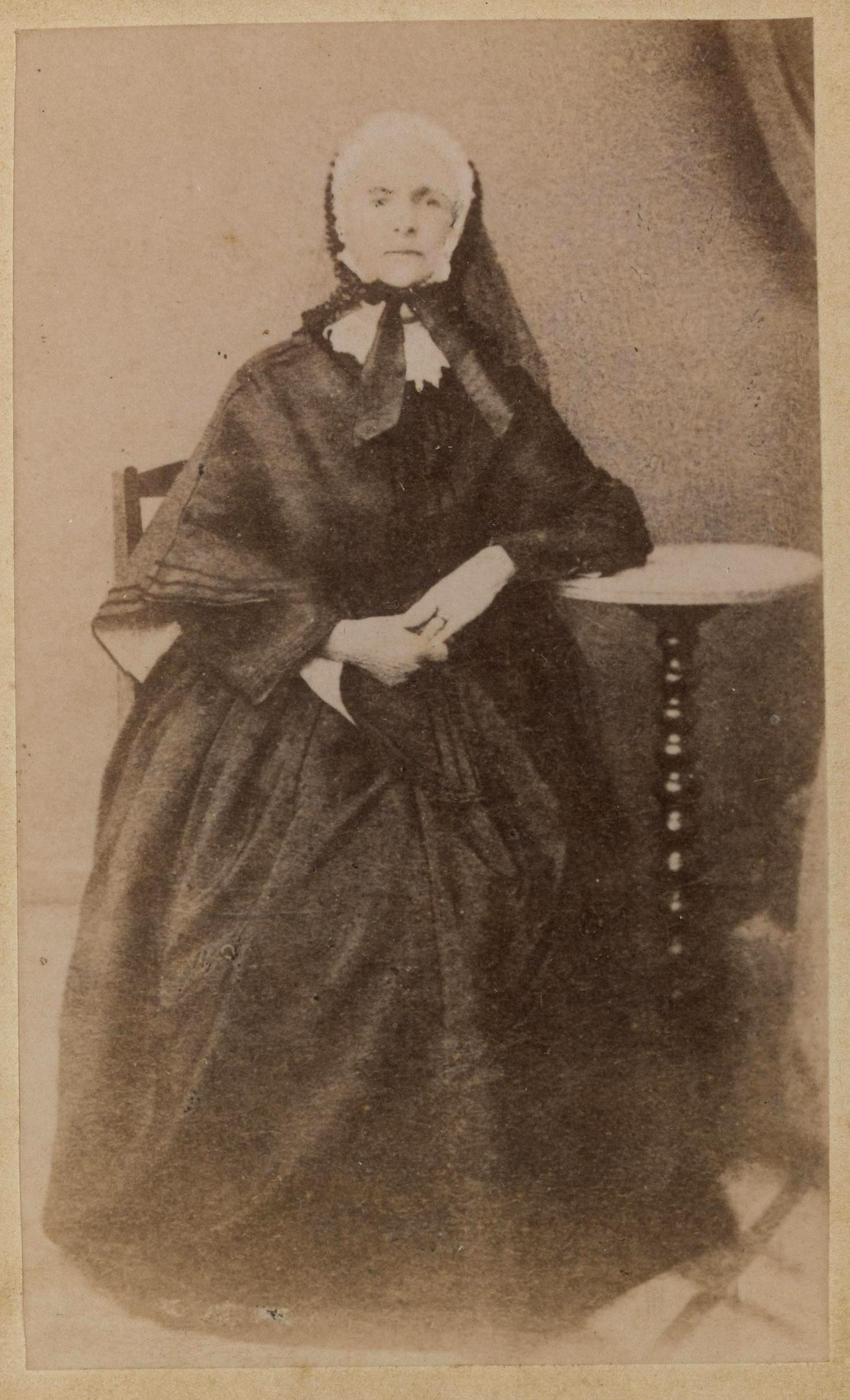
Nemesvitai Viosz Imréné miskei és monostori Thassy Mária (1797–1873)

Thassy Mihály (1767–1804) és csengeri Háczky Anna (1776–1871) egyetlen leánygyermeke nemesvitai Viosz Imréné Thassy Mária (1797–1873) volt, aki 1815. május 7-én Nemesviden a zalai nemesi származású nemesvitai Viosz családból való nemesvitai Viosz Imre táblabíróval kötött házasságot; Viosz Imre nemesvitai Viosz József táblabíró és a sidi Sidy család leszármazottja Sidy Katalin fia volt. Thassy Károlynak és Viosz Imréné Thassy Máriának az egyik fiútestvére, ifj. Thassy Mihály (1804–1898), aki Nemesvidről került Salomvárra, ahol 1827. május 20-án vette el zokoli és illefalvi Csutor Katát (1810–1835), Csutor János és nemesvitai Viosz Zsuzsanna lányát. Első neje halála után, hamarosan Bagodvitenyéden 1836. május 23-án feleségül vette hottói Nagy Magdát (1813–1899), hottói Nagy Károly (1816–1911), zalaegerszegi alszolgabíró, ügyvéd, földbirtokos és nemesvitai Viosz Ilona (1830–1860) lányát. A második feleségétől származott Thassy Miklós (1842–1911), aki 1867 és 1869 között volt alszolgabíró a lövői járáson, majd 1883 és 1896 között főszolgabíró a Zalaegerszegi járáson. Miklós leánytestvére nemeskéri Kiss Sándoné Thassy Margit (1839–?), és fiútestvére Thassy Imre (1844–1932), akinek a felesége szarvaskendi és óvári Sibrik Hedvig, Sibrik Sándor és egyházasbüki Simon Karolin (1818–1886) lánya volt. Sibrik Sándorné Simon Karolin szülei egyházasbüki Simon József (1775–1827), táblabíró, földbirtokos, és orosztonyi Farkas Anna voltak. Thassy Imre és Sibrik Hedvig egyik gyermeke és dr. Thassy Gábor (1871–1950) Zala vármegye főorvosa, a másik Thassy Imre (1873–1927), akinek a felesége vései Véssey Irma (1880–1957) volt. Thassy Imre lányai hertelendi és vindornyalaki Hertelendy Lászlóné Thassy Lenke (1903–1976), Keresztényi Imréné Thassy Irma (1902–1974) és jalsovai Jalsoviczy Gézáné Thassy Éva (1907–1974). Két fia volt, Thassy Sándor (1904–1976) és Thassy Tibor (1903–1980), akinek a felesége felsővattai Vattay Pelbárth Gabriela (1906–1994) volt, és egyetlen fiúgyermeke Miklós folytatta a családot.
Egy másik gyermeke a 17. század elején élő Thassy Ferencnek és neje Tallián Borbálának, Thassy János (1736–?) volt, aki feleségül vette rajki Rajky Terézt, Rajky Zsigmond és Jagodics Klára lányát. Mária Terézia úrbérrendezés korában, Thassy János Csében és Zalaszentmihályon volt úrbéri földbirtokos és összesen 226 úrbéri holdja volt. Lányai, Thassy Mária (1767–?) felsőpataki Bosnyák Jánosnak (1758–?) és Thassy Teréz (1768–1810) Derecskey Ferenc (1744–?), Thassy Anna (1775–?) galántai Bessenyey Jánosnak (1776–1841) felesége volt. Thassy János és Rajky Teréz két fiúgyermeke feleségül vette a nemesi iszkázi Árvay családból való Árvay Borbálát (1771–?), iszkázi Árvay József és Martonfalvy Klára leányát; először Thassy János (1769–?) és halála után, Thassy Ferenc (1774–1859) vette el. Thassy Ferenc és Árvay Borbála egyik lánya, Thassy Mária, férjhez ment Hegyi Énok (1808–1856), ügyvédhez, 1848-as honvédfőhadnagyhoz.
Thassy Ferenc és Árvay Borbála egyik fiúgyermek, aki tovább vitte a családot: Thassy Gábor (1796–1853) zalai aladószedő, földbirtokos volt; az első neje novakoveci Tomassich Regina (1801–1821), akinek a szülei novakoveczi Tomasich János (1756–1806), Zala vármegye mérnöke, földmérője (geometra), földbirtokos, aki 1792-ben készített Zala vármegye első térképét, és a Hahót-Buzád nemzetségből származó csányi Csány Terézia voltak. Thassy Gábor (1796–1853) zalai aladószedőnek a második hitvese a nemesi származású egyházasbüki Dervarics családnak a sarja egyházasbüki Dervarics Róza (1807–1880) volt. Thassy Gábor (1796–1853) és Dervarics Rozália egyik leánya, Thassy Szidónia, aki zágorhidai Czigány Bertalan (a 47. zalai honvéd zászlóalj századosa, majd al- és főszolgabíró) felesége lett. 
Thassy Ferenc és Árvay Borbála házasságából született egy másik fiúgyermek: Thassy Lajos (1809–1897) zalai alszolgabíró, földbirtokos, akinek a felesége korongi és tropóci Gombossy Szidónia (1824–1905), akinek a szülei Gombossy Pál, táblabíró, földbirtokos és farkaspatyi Farkas Julianna voltak. Thassy Lajos alszolgabíró és Gombossy Szidónia frigyéből négy fiúgyermek született: Thassy János (1860–1887), Thassy Ferenc (1852–1901), földbirtokos, Thassy Kristóf (1854–1911) zalai főügyész, valamint Thassy Lajos (1857–1925), a zalaegerszegi járás főszolgabírája 1896. október 1-je és 1914. július 1-je között. Thassy Lajos egerszegi főszolgabíró feleségül vette salomvári Vizy Gizellát (1866–1928), salomvári Vizy Gyula (1832–1902), királyi járásbíró és törvényhatósági bizottsági tagja, földbirtokos, és csáfordi Csillagh Mária (1834–1884) lányát. Vizy Gyuláné csáfordi Csillagh Gizella szülei csáfordi Csillagh Lajos (1789–1860), Zala vármegye alispánja, földbirtokos és nemes Koppány Borbálát (1801–1880) voltak. Thassy Ferenc (1852–1901) földbirtokos Zalaegerszegen 1893. július 2-án feleségül vette iszkázi Árvay Karolint (1849–1930), akinek a szülei iszkázi Árvay István (1818–1889) ügyvéd, gyorsíró, gazdasági író és újságíró, és Reisinger Karolin voltak.
Thassy Kristóf (1854–1911) zalai főügyész feleségül vette Zalaegerszegen 1886. március 15-én a nemeskéri Kiss családból való és nemeskéri Kiss Máriát (1867–1939), akinek a szülei nemeskéri Kiss Sándor (1841–1879) valamint miskei és monostori Thassy Margit voltak. Nemeskéri Kiss Sándorné Thassy Margit szülei miskei és monostori Thassy Mihály (1804–1898), földbirtokos és hottói Nagy Magdolna (1813–1899) voltak. Thassy Kristóf főügyész és nemeskéri Kiss Mária fia dr. Thassy Kristóf (1887–1959) országgyűlési képviselő, akinek a felesége Csertán Margit, Csertán Károly zalai alispán és lovászi és szentmargithai Sümeghy családból való lovászi és szentmargithai Sümeghy Magdolna (1855–1929) lánya volt. Házasságuk gyermektelen maradt, és így ez az ága a családnak kihalt.

## Családi címer
Címerleírás: Kék pajzsban fészkén ülő, fiait saját vérével tápláló fehér pelikán. Sisakdísz: Koronán álló pelikán jobbjában három fehér liliomot tart. takarók: kék–arany, vörös–ezüst.

## A család jelentősebb tagjai
- miskei és monostori dr. Thassy Gábor (1871–1950) Zala vármegye tiszti főorvosa, egészségügyi tanácsos
- miskei és monostori dr. Thassy Kristóf (1887–1959) jogász, országgyűlési képviselő, földbirtokos